# Kyoshin Maru 2
Le Kyoshin Maru no 2 est un navire de la flotte baleinière japonaise appartenant à l'Institut japonais de recherche sur les cétacés.